# Down by the Jetty
Down by the Jetty (deutsch: „Unten am Anleger“) ist das 1975 veröffentlichte erste Musikalbum der britischen Pub-Rock-Band Dr. Feelgood. Das mit geringem Studioaufwand aufgenommene und zunächst ausschließlich in Mono erhältliche Rhythm-and-Blues-Album enthält eines der bekanntesten Stücke der Gruppe, die Single-Auskopplung Roxette.

## Hintergrund
Im Jahr 1971 gegründet, tourte Dr. Feelgood zunächst durch die Pubs in England und baute sich so eine Reputation auf. Nach einiger Zeit wurden sie die populärste Pub-Band in Großbritannien und unterschrieben 1973 einen Vertrag bei dem Musiklabel United Artists.
Abgesehen von der Live-Version eines Medleys aus den Klassikern Bonie Moronie und Tequila wurden alle Titel für das Album im September 1974 in einem Durchlauf aufgenommen. Auf Wunsch des Gitarristen der Band, Wilko Johnson, wurden nach der Aufnahme keine zusätzlichen Tonspuren (Overdubs) verwendet, und das Album wurde in Mono veröffentlicht. Neben der überwiegenden Anzahl von Eigenkompositionen aus der Feder Johnsons befinden sich auch Coverversionen von John Lee Hookers Boom Boom, Mickey Jupps Cheque Book und ein Medley aus dem Rock-’n’-Roll-Hit Bonie Moronie von Larry Williams und dem Surf-Instrumental Tequila (im Original von The Champs) auf dem Album. Das Lied Oyeh! stammt von Mick Green, dem Originalgitarristen der Band, der bereits vorher ausgestiegen war.
Down by the Jetty war trotz seines geringen kommerziellen Erfolges ein wichtiges Album, denn es hatte einen Einfluss auf die Mitte der 1970er-Jahre entstehende Punk- und New-Wave-Musik. Es war zudem der Karrierestart des Studioproduzenten Vic Maile, der später unter anderem das Album Ace of Spades der englischen Hard-Rock-Band Motörhead produzieren sollte.
Im Jahr 2006 erschien bei EMI eine „Collector’s Edition“ von Down by The Jetty, deren zwei CDs neben zuvor unveröffentlichten Studio- und Live-Titeln auch die dreizehn Songs des Original-Albums von 1975 jeweils in Mono und in Stereo enthielten. Zudem befinden sich insgesamt elf Bonustracks auf dem Album, darunter Bobby Troups Route 66 sowie weitere Coverversionen von Solomon Burke, dem Songwriter-Duo Leiber/Stoller und Willie Dixon. In den Liner Notes von Will Birch wurde zudem der Einfluss Dr. Feelgoods auf Punkbands wie beispielsweise The Jam erwähnt.

## Titelliste
1. She Does It Right – 3:23
2. Boom Boom (John Lee Hooker) – 2:43
3. The More I Give – 3:24
4. Roxette – 2:56
5. One Weekend – 2:16
6. That ain’t the Way to Behave – 3:55
7. I Don’t Mind – 2:35
8. Twenty Yards Behind – 2:08
9. Keep it out of Sight – 3:00
10. All through the City – 3:03
11. Cheque Book (Mickey Jupp) – 4:03
12. Oyeh! (Mick Green) – 2:30
13. Bonie Moronie/Tequila (Larry Williams/The Champs) – 4:49

## Sonstiges
- Das Album wurde nach einer Zeile aus dem Song All Through the City des Albums benannt.
- Das Coverfoto zeigt die Band (von links nach rechts: Wilko Johnson, John B. Sparks, The Big Figure, Lee Brilleaux) vor den Schiffsanlegern (engl. Jetties) in ihrer Heimat Canvey Island in Essex.
- Das schwedische Pop-Duo Roxette benannte sich nach dem gleichnamigen Stück.